# Altamonte Springs
Altamonte Springs és una població dels Estats Units a l'estat de Florida. Segons el cens del 2000 tenia 41.200 habitants.

## Demografia
Segons el cens del 2000, Altamonte Springs tenia 41.200 habitants, 18.821 habitatges, i 10.012 famílies. La densitat de població era de 1.787,3 habitants per km².
Dels 18.821 habitatges en un 24,8% hi vivien nens de menys de 18 anys, en un 37,1% hi vivien parelles casades, en un 12% dones solteres, i en un 46,8% no eren unitats familiars. En el 36,1% dels habitatges hi vivien persones soles el 6,7% de les quals corresponia a persones de 65 anys o més que vivien soles. El nombre mitjà de persones vivint en cada habitatge era de 2,17 i el nombre mitjà de persones que vivien en cada família era de 2,86.
Per edats la població es repartia de la següent manera: un 20,4% tenia menys de 18 anys, un 10,8% entre 18 i 24, un 37,1% entre 25 i 44, un 21% de 45 a 60 i un 10,7% 65 anys o més.
L'edat mediana era de 34 anys. Per cada 100 dones de 18 o més anys hi havia 89,6 homes.
La renda mediana per habitatge era de 41.578 $ i la renda mediana per família de 49.082 $. Els homes tenien una renda mediana de 34.413 $ mentre que les dones 28.897 $. La renda per capita de la població era de 23.216 $. Entorn del 5,6% de les famílies i el 7,4% de la població estaven per davall del llindar de pobresa.

## Poblacions més properes
El següent diagrama mostra les poblacions més properes.